# Dóra Stefánsdóttir
Dóra Stefánsdóttir (* 27. April 1985) ist eine ehemalige isländische Fußballspielerin.

## Karriere

### Vereine
Stefánsdóttir spielte im Seniorinnenbereich von 2001 bis 2005 für den Hauptstadtverein Valur Reykjavík in der Besta deild kvenna, der höchsten Spielklasse im isländischen Frauenfußball. Sie kam in diesem Zeitraum in 64 Punktspielen zum Einsatz, in denen sie 21 Tore erzielte. Ihr Debüt gab sie am 24. Mai 2001 beim 2:2-Unentschieden im Heimspiel gegen Breiðablik Kópavogur. Ihr erstes Tor erzielte sie am 20. Juli 2001 beim 1:1-Unentschieden im Auswärtsspiel gegen den ÍBV Vestmannaeyja mit dem Treffer zum Endstand in der 86. Minute. Ihr letztes Erstligaspiel bestritt sie am 4. September 2005 beim 5:0-Sieg im Heimspiel gegen die Frauenfußballmannschaft von KR Reykjavík. Während ihrer Vereinszugehörigkeit gewann sie am Ende der Spielzeit 2004 die Meisterschaft mit ihrer Mannschaft.
Nach Schweden gelangt, gehörte sie zunächst Malmö FF an, für den sie in der Spielzeit 2006 in der Damallsvenskan, der höchsten Spielklasse im schwedischen Frauenfußball, zu Punktspielen kam.
Von 2007 bis 2010 spielte sie dann für den eigenständigen Verein LdB FC Malmö in der höchsten Spielklasse und gewann 2010 mit der Mannschaft die Meisterschaft.

### Nationalmannschaft
Stefánsdóttir kam als Nationalspielerin für den KSI in der U16-Nationalmannschaft im Jahr 2001 zu ihrem Debüt; drei weitere Länderspiele schlossen sich an und im Jahr 2002 bestritt sie ebenfalls vier Länderspiele, in denen sie ihre ersten drei Tore erzielte. In den ersten beiden Jahren kam sie parallel auch bereits in der U19-Nationalmannschaft in zwölf Länderspielen zum Einsatz, in denen sie zwei Tore erzielte, wie auch zwei in sechs weiteren Länderspielen in den Jahren 2003 und 2004.
Vom 6. September bis zum 19. November 2001 wurde sie in den ersten neun EM-Qualifikationsspielen eingesetzt, in denen ihr am 11. Oktober 2010 in der Gruppe 8 beim 6:0-Sieg über die U19-Nationalmannschaft Bosnien-Herzegowinas mit den Treffern zum 2:0 und 6:0 in der sechsten und 66. Minuten (per Strafstoß) ihre ersten beiden Tore in dieser Altersklasse gelangen. Vom 2. bis zum 6. Oktober 2002 folgten drei weitere EM-Qualifikationsspiele, wie auch sechs im Zeitraum 23. März 2003 bis zum 24. April 2004, in denen ihr zwei weitere Tore gelangen. Von 2002 bis 2005 wurde sie in 17 Länderspielen für die U21-Nationalmannschaft berücksichtigt, blieb jedoch ohne Torerfolg.
Für die A-Nationalmannschaft bestritt sie in neun Jahren 47 Länderspiele, die meisten mit 14 im Jahr 2008.
Sie nahm mit ihrer Mannschaft an den Turnieren um den Algarve-Cup 2007, 2008 und 2009 teil und war mit ihr auch bei der Europameisterschaft 2009 vertreten. Ihr einziges Turnierspiel bestritt sie am 27. August 2009 in Lahti bei der 0:1-Niederlage gegen die Nationalmannschaft Frankreichs im zweiten Spiel der Gruppe B. Ihr letztes A-Länderspiel hatte sie am 31. März 2010 in Vrbovec beim 3:0-Sieg über die Nationalmannschaft Kroatiens mit dem sechsten Spiel der WM-Qualifikationsgruppe 1.

## Erfolge
- Schwedischer Meister 2010
- Isländischer Meister 2004